# Degerfors Idrottsförening
Il Degerfors Idrottsförening, meglio noto come Degerfors IF, è una società calcistica svedese con sede nella città di Degerfors. Nel 2025, dopo un anno di assenza, torna a militare in Allsvenskan, la massima divisione del campionato svedese.
Lo Stora Valla, che ne ospita le partite interne, ha una capacità di 7.500 spettatori.
Gunnar Nordahl debuttò nel campionato di Allsvenskan con questa squadra nel 1940-1941. Fu anche il primo club allenato da Sven-Göran Eriksson, nel 1977.

## Storia
Il club venne fondato il 13 gennaio 1907 principalmente su iniziativa dei lavoratori della locale industria del ferro. Nel 1919 il club fu oggetto di una scissione, quando alcuni abitanti del quartiere di Janneslund crearono un proprio club, il quale sottrasse alcuni giocatori al Degerfors IF. I due club tornarono uniti nel 1938 dopo anni di trattative. Durante i primi anni, tra gli sport praticati dalla società oltre al calcio c'erano anche l'atletica leggera, lo sci e il pattinaggio di figura.
La squadra si debuttò nella seconda serie nazionale in occasione del campionato 1932-1933. Quell'anno retrocedette, ma seppe immediatamente riconquistare la categoria per poi affermarsi stabilmente. Al termine della Division II 1937-1938, il Degerfors arrivò primo nel suo raggruppamento, poi sconfisse il Malmö BI in un doppio spareggio e conquistò così la promozione nella massima serie.
Il debutto in Allsvenskan si concluse con un penultimo posto e con il conseguente ritorno in seconda serie, ma già l'anno successivo il Degerfors riconquistò la promozione. Nell'Allsvenskan 1940-1941 la squadra chiuse al secondo posto in classifica, a due punti di distanza dall'Hälsingborgs IF (oggi noto come Helsingborgs IF). Nel 1942-1943 un giocatore del Degerfors – il futuro giocatore di Milan e Roma Gunnar Nordahl – si laureò per la prima volta capocannoniere dell'Allsvenskan grazie alle sue 16 reti. In quegli anni il club spesso otteneva piazzamenti di centroclassifica, ma nell'Allsvenskan 1953-1954 finì il torneo nuovamente due punti sotto la testa della classifica, in questo caso con un terzo posto finale.
Nell'Allsvenskan 1955-1956 il Degerfors terminò ultimo e retrocesse, ritrovando poi la massima serie al termine della Division II 1959 a seguito degli spareggi vinti contro il Landskrona BoIS.
Il 1963 fu un altro anno in cui la squadra arrivò vicina al titolo nazionale chiudendo nuovamente al secondo posto, a due punti dalla vetta, grazie anche alle 17 reti del capocannoniere Lars Heineman. Nel 1966 il Degefors lasciò l'Allsvenskan, e nel 1971 scese ulteriormente di categoria, iniziando un periodo di frequente spola fra seconda e terza serie negli anni a venire.
Il campionato di Allsvenskan 1993 vide la squadra partecipare alla massima serie per la prima volta dagli anni '60. Fu anche l'anno della storica conquista della Coppa di Svezia, con la vittoria per 3-0 sul Landskrona BoIS nella finale del Gamla Ullevi di Göteborg. Questo trofeo diede al club la possibilità di partecipare alla Coppa delle Coppe 1993-1994, in cui il Degerfors uscì ai sedicesimi di finale contro il Parma.
La retrocessione avvenuta nell'Allsvenskan 1997 fu l'inizio di un altro lungo periodo di assenza dai vertici del calcio nazionale. Due anni più tardi si concretizzò una nuova discesa in terza serie, categoria in cui il club rimase per cinque stagioni. Dal 2005 in poi (ad eccezione dell'annata 2009 trascorsa in Division 1) il Degefors ha sempre militato in Superettan.
All'ultima giornata della Superettan 2020 la squadra riuscì a centrare la promozione in Allsvenskan, categoria che mancava dall'ultima apparizione datata 1997. Il ritorno nella massima serie si concluse con un tredicesimo posto e la salvezza. Nell'Allsvenskan 2022 il Degerfors sembrava avviato verso una retrocessione, ma una serie di 11 gare senza sconfitte nelle ultime 11 giornate permise di evitare il terzultimo posto in virtù della migliore differenza reti sul Varberg. Ciò non avvenne tuttavia nell'Allsvenskan 2023, quando arrivò un penultimo posto e la retrocessione.

## Giocatori

### Vincitori di titoli
Calciatori campioni olimpici di calcio
- Bertil Nordahl (Londra 1948)

## Palmarès

### Competizioni nazionali
- Coppa di Svezia: 1

1993
- Superettan: 1

2024
- Division 1: 1

2009
- Division 2: 2

1990, 2004

### Altri piazzamenti
- Campionato svedese:

Secondo posto: 1940-1941, 1963
Terzo posto: 1950-1951, 1953-1954
- Coppa di Svezia:

Semifinalista: 1941
- Superettan:

Secondo posto: 2020

## Organico

### Rosa 2024
Aggiornata al 9 febbraio 2024.
| N. |                        | Ruolo | Calciatore        |
| -- | ---------------------- | ----- | ----------------- |
| 1  | Inghilterra (bandiera) | P     | Alfie Whiteman    |
| 2  | Svezia (bandiera)      | D     | Gustav Granath    |
| 3  | Uganda (bandiera)      | D     | Ronald Mukiibi    |
| 4  | Svezia (bandiera)      | D     | Sean Sabetkar     |
| 5  | Stati Uniti (bandiera) | D     | Joe Gyau          |
| 7  | Svezia (bandiera)      | C     | Sebastian Ohlsson |
| 8  | Costa Rica (bandiera)  | C     | Diego Campos      |
| 9  | Svezia (bandiera)      | A     | Johan Bertilsson  |
| 10 | Svezia (bandiera)      | C     | Dijan Vukojevic   |
| 11 | Svezia (bandiera)      | C     | Christos Gravius  |
| 12 | Svezia (bandiera)      | C     | Erik Lindell      |

| N. |                               | Ruolo | Calciatore        |
| -- | ----------------------------- | ----- | ----------------- |
| 16 | Svezia (bandiera)             | C     | Rasmus Örqvist    |
| 17 | Svezia (bandiera)             | D     | Anton Kralj       |
| 19 | Svezia (bandiera)             | C     | Abdelrahman Saidi |
| 21 | Svezia (bandiera)             | C     | Adam Carlén       |
| 22 | Liberia (bandiera)            | C     | Justin Salmon     |
| 23 | Svezia (bandiera)             | A     | Adhavan Rajamohan |
| 25 | Stati Uniti (bandiera)        | P     | Jeffrey Gal       |
| 40 | Serbia (bandiera)             | A     | Nikola Đurđić     |
|    | Macedonia del Nord (bandiera) | C     | Daniel Krezic     |
|    | Svezia (bandiera)             | D     | Oscar Wallin      |
|    | Svezia (bandiera)             | C     | Jakob Andersson   |

### Rosa 2023
Aggiornata al 25 aprile 2023.
| N. |                        | Ruolo | Calciatore        |
| -- | ---------------------- | ----- | ----------------- |
| 1  | Inghilterra (bandiera) | P     | Alfie Whiteman    |
| 2  | Svezia (bandiera)      | D     | Gustav Granath    |
| 3  | Uganda (bandiera)      | D     | Ronald Mukiibi    |
| 4  | Svezia (bandiera)      | D     | Sean Sabetkar     |
| 5  | Stati Uniti (bandiera) | D     | Joe Gyau          |
| 7  | Svezia (bandiera)      | C     | Sebastian Ohlsson |
| 8  | Costa Rica (bandiera)  | C     | Diego Campos      |
| 9  | Svezia (bandiera)      | A     | Johan Bertilsson  |
| 10 | Svezia (bandiera)      | C     | Dijan Vukojevic   |
| 11 | Svezia (bandiera)      | C     | Christos Gravius  |
| 12 | Svezia (bandiera)      | C     | Erik Lindell      |
| 16 | Svezia (bandiera)      | C     | Rasmus Örqvist    |

| N. |                               | Ruolo | Calciatore        |
| -- | ----------------------------- | ----- | ----------------- |
| 17 | Svezia (bandiera)             | D     | Anton Kralj       |
| 19 | Svezia (bandiera)             | C     | Abdelrahman Saidi |
| 21 | Svezia (bandiera)             | C     | Adam Carlén       |
| 22 | Liberia (bandiera)            | C     | Justin Salmon     |
| 23 | Svezia (bandiera)             | A     | Adhavan Rajamohan |
| 25 | Stati Uniti (bandiera)        | P     | Jeffrey Gal       |
| 40 | Serbia (bandiera)             | A     | Nikola Đurđić     |
|    | Svezia (bandiera)             | D     | Douglas Bergqvist |
|    | Macedonia del Nord (bandiera) | C     | Daniel Krezic     |
|    | Svezia (bandiera)             | D     | Oscar Wallin      |
|    | Svezia (bandiera)             | C     | Jakob Andersson   |

### Rosa 2022
Aggiornata al 5 aprile 2022.
| N. |                        | Ruolo | Calciatore        |
| -- | ---------------------- | ----- | ----------------- |
| 1  | Inghilterra (bandiera) | P     | Alfie Whiteman    |
| 2  | Svezia (bandiera)      | D     | Gustav Granath    |
| 3  | Uganda (bandiera)      | D     | Ronald Mukiibi    |
| 4  | Svezia (bandiera)      | D     | Sean Sabetkar     |
| 5  | Stati Uniti (bandiera) | D     | Joe Gyau          |
| 7  | Svezia (bandiera)      | C     | Sebastian Ohlsson |
| 8  | Costa Rica (bandiera)  | C     | Diego Campos      |
| 9  | Svezia (bandiera)      | A     | Johan Bertilsson  |
| 10 | Svezia (bandiera)      | C     | Dijan Vukojevic   |
| 11 | Svezia (bandiera)      | C     | Christos Gravius  |
| 12 | Svezia (bandiera)      | C     | Erik Lindell      |

| N. |                               | Ruolo | Calciatore        |
| -- | ----------------------------- | ----- | ----------------- |
| 16 | Svezia (bandiera)             | C     | Rasmus Örqvist    |
| 17 | Svezia (bandiera)             | D     | Anton Kralj       |
| 19 | Svezia (bandiera)             | C     | Abdelrahman Saidi |
| 21 | Svezia (bandiera)             | C     | Adam Carlén       |
| 22 | Liberia (bandiera)            | C     | Justin Salmon     |
| 23 | Svezia (bandiera)             | A     | Adhavan Rajamohan |
| 25 | Stati Uniti (bandiera)        | P     | Jeffrey Gal       |
| 40 | Serbia (bandiera)             | A     | Nikola Đurđić     |
|    | Macedonia del Nord (bandiera) | C     | Daniel Krezic     |
|    | Svezia (bandiera)             | D     | Oscar Wallin      |
|    | Svezia (bandiera)             | C     | Jakob Andersson   |

### Rosa 2021
Aggiornata al 4 agosto 2021.
| N. |                      | Ruolo | Calciatore        |
| -- | -------------------- | ----- | ----------------- |
| 1  | Svezia (bandiera)    | P     | Ismael Diawara    |
| 2  | Svezia (bandiera)    | D     | Gustav Granath    |
| 3  | Giordania (bandiera) | C     | Jonathan Tamimi   |
| 4  | Svezia (bandiera)    | D     | Daniel Janevski   |
| 5  | Svezia (bandiera)    | D     | Oliver Ekroth     |
| 6  | Svezia (bandiera)    | C     | Nicklas Maripuu   |
| 7  | Svezia (bandiera)    | C     | Sebastian Ohlsson |
| 8  | Svezia (bandiera)    | A     | Ferhad Ayaz       |
| 9  | Svezia (bandiera)    | A     | Johan Bertilsson  |
| 10 | Svezia (bandiera)    | A     | Sargon Abraham    |
| 11 | Svezia (bandiera)    | C     | Christos Gravius  |
| 12 | Svezia (bandiera)    | C     | Erik Lindell      |
| 14 | Svezia (bandiera)    | A     | Villiam Dahlström |

| N. |                        | Ruolo | Calciatore                        |
| -- | ---------------------- | ----- | --------------------------------- |
| 15 | Svezia (bandiera)      | D     | Sean Sabetkar                     |
| 16 | Svezia (bandiera)      | A     | Victor Edvardsen                  |
| 17 | Svezia (bandiera)      | D     | Anton Kralj                       |
| 18 | Svezia (bandiera)      | C     | Axel Lindahl                      |
| 19 | Svezia (bandiera)      | C     | Abdelrahman Saidi                 |
| 20 | Svezia (bandiera)      | D     | Christoffer Wiktorsson (capitano) |
| 21 | Svezia (bandiera)      | C     | Adam Carlén                       |
| 22 | Liberia (bandiera)     | C     | Justin Salmon                     |
| 23 | Svezia (bandiera)      | A     | Adhavan Rajamohan                 |
| 24 | Svezia (bandiera)      | A     | José Segura Bonilla               |
| 25 | Stati Uniti (bandiera) | P     | Jeffrey Gal                       |
| 26 | Svezia (bandiera)      | P     | Hugo Claesson                     |